# Izabel Goulart
Maria Izabel Goulart Dourado (São Carlos, Estat de São Paulo, 23 d'octubre de 1984), coneguda simplement com a Izabel Goulart, és una model brasilera, coneguda per haver estat àngel de Victoria's Secret des de 2005 fins a 2008 i pel seu treball amb Armani Exchange i Sports Illustrated Swimsuit Issue.

## Primers anys
Goulart va néixer a la ciutat de São Carlos a l'Estat de São Paulo. És d'ascendència portuguesa i italiana, i té quatre germans i una germana. El col·legi va ser una etapa especialment dura per Goulart, ja que es ficaven amb ella per la seva constitució prima i li deien «girafa».
Mentre estava de compres amb la seva mare als catorze anys, un perruquer va suggerir que havia de ser model. Es va mudar a São Paulo, la capital de l'estat homònim, i va començar a modelar. Poc després se'n va anar cap a França poc després per seguir amb la seva carrera. Goulart va tornar a São Paulo a l'agost de 2001 (als disset anys), on es va unir a l'agència Success. La seva carrera al món de la moda brasiler va prendre embranzida amb Ney Alves, l'actual director de Major Models Brazil.

## Carrera
Durant la seva primera aparició en una passarel·la, va experimentar una fallada de vestuari quan el seu top es va obrir. L'incident va arribar a diverses revistes brasileres. Poc després oblidaria aquesta mala experiència i tornaria a desfilar per a marques com ara Alberta Ferretti, Bill Blass, Balenciaga, Bottega Veneta, Isabel Marant, Givenchy, Altuzarra, Óscar de la Renta, Valentino, Balmain, Jil Sander, Chanel, Michael Kors, Ralph Lauren, Emilio Pucci, Dolce & Gabbana, Emanuel Ungaro, Loewe, Roberto Cavalli i Stella McCartney, entre d'altres. Goulart també ha modelat per a H&M, Express, Neiman Marcus, Missoni i DSquared².
El 2005, Goulart va aparèixer a les portades de l'edició d'abril de Marie Claire França i, al desembre, de Vogue Brasil. Va fer la seva primera aparició al Victoria's Secret Fashion Show el 2005, el mateix any en el qual va ser contractada com a àngel. Va rebre un estel al «Passeig de la fama» abans del Victòria's Secret Fashion Show de 2007. Tot i que des de 2008 ja no era un àngel, Goulart va desfilar a tots xous de la marca fins al 2016. El 2008, va reemplaçar la també model Alessandra Ambrosio com a rostre d'A/X Armani Exchange.

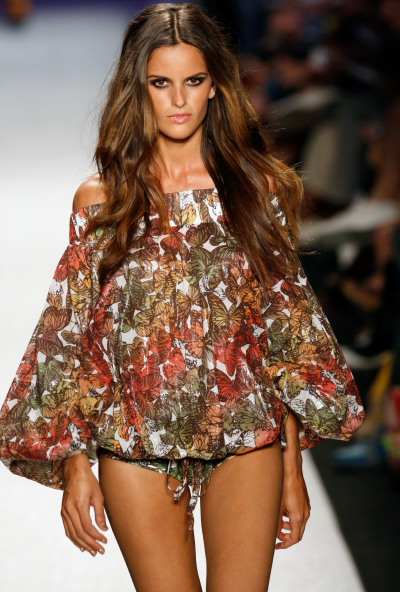
Goulart desfilant per la passarel·la.

El 2010, Goulart va aparèixer en portada d'octubre de GQ Mèxic, Vogue Brasil i va aparèixer en una campanya per Avon. Aquell mateix any, va ser votada la «millor model internacional» per Glamur Mèxic.
El 2011, Goulart va aparèixer a Sports Illustrated Swimsuit Issue i en la campanya primavera/estiu 2011 de Dolce & Gabbana, la campanya pre-tardor d'aquest any de Givenchy, i en una campanya de DKNY Jeans. Aquest mateix any, es va posicionar en el número 100 a la llista de la revista FHM, «Dones més sexys del món». Ha aparegut en un total de quatre portades de la revista Elle Brasil.
Al febrer de 2012, va ser fotografiada per Dusan Reljin per Vogue Espanya, i més tard aquest mateix any Mario Testino, una altra vegada per Vogue Espanya, en una editorial anomenada «Las majas», en la qual també van participar Alessandra Ambrosio, Doutzen Kroes, Miranda Kerr i Isabeli Fontana. Al novembre, va ser reconeguda com a «Personalitat de la Moda de l'Any» per la revista brasilera Isto é Gente, i va aparèixer en la portada de Glamur Brasil al desembre de 2012.
Al febrer de 2013 va aparèixer a la portada de quatre edicions de Vogue Brasil, al costat de Bette Franke, Magdalena Frackowiak, i Mirte Maas.
A mitjan 2013, va esdevenir el rostre de MAC Cosmetics Tropical Taboo i va ser fotografiada per Zee Nunes per a l'edició d'octubre de Vogue Brasil. Aquest mateix any va aparèixer en una campanya de la col·lecció de platja 2014 per a Agua De Coco. Va aparèixer a la portada de GQ Portugal al desembre de 2013, després de ser triada per la revista com a «Dona Internacional d'Any» al maig d'aquest any.

## Vida personal
El 2009 es va comprometre amb el futbolista Marcelo Costa, però ja no són parella. El 2015 va començar una relació amb el porter alemany, Kevin Trapp. El 5 de juliol de 2018, es van comprometre.